# Banshee (software)
Banshee es un reproductor de audio para sistemas operativos Linux y Apple Mac OS X. Es desarrollado utilizando Mono y Gtk#. Además usa la plataforma multimedia GStreamer para reproducir, codificar y decodificar formatos tales como Ogg, MP3 y otros. 
Banshee puede reproducir e importar CD de audio y reproducir y sincronizar la colección con iPod. Adicionalmente, es capaz de enviar las canciones reproducidas para compartir gustos musicales en Last.fm, así como la posibilidad de escuchar la radio de este servicio. También soporta calificación de canciones (de uno a cinco estrellas), reproducción de vídeo (aunque este carece muchas opciones, como la de subtítulos), descarga y reproducción de podcasts, radios y la descarga automática de carátulas. Soporta extensiones, que permiten darle otras funciones, como por ejemplo buscar la letra de una canción. Otra característica es la posibilidad de crear listas de reproducción, tanto estáticas como inteligentes. Banshee se distribuye bajo los términos de la licencia MIT.
Banshee es considerado software multiplataforma, teniendo versiones oficiales para GNU/Linux (estables), Mac OS X (beta) y Microsoft Windows (alfa).